# Universitat d'Évora
La Universitat d'Évora (Universidade de Évora) és una universitat pública ubicada a Évora, Portugal. És la segona universitat més antiga del país, establerta l'any 1559 pel cardenal Enric I de Portugal, i rebent l'estatus d'universitat a l'abril del mateix any del papa Pau IV, com consta en la seva butlla Cum a nobis. Funcionant sota l'egida de la Companyia de Jesús va significar que la universitat va ser un objectiu de l'opressió jesuïta del marquès de Pombal, que va tancar-la definitivament el 1779 i els seus mestres van ser empresonats o exiliats.
Va ser reoberta gairebé dos-cents anys més tard, l'any 1973 com a Instituto Universitário de Évora (Institut Universitari d'Évora) per decret del llavors ministre d'Educació, José Veiga Simão, al mateix lloc de l'antiga universitat, com a part d'un conjunt de polítiques educatives de principis dels anys setanta que intentaven remodelar l'educació superior portuguesa. Sis anys més tard, el 1979, el nom es va canviar a Universidade de Évora.